# 蘭坡景茝
蘭坡景茝（らんぱけいし、応永26年（1417年）- 明応10年2月28日（1501年3月17日））は、室町時代中期から戦国時代にかけての臨済宗の僧。別号は雪樵。近江国の出身。
南禅寺に入り大模梵軌（だいもぼんき）に師事してその法を継ぎ、希世霊彦（きせいれいげん）や瑞巌龍惺（ずいがんりゅうせい）らに漢詩文を学んだ。1475年（文明7年）臨川寺の住持となり、その後は相国寺・等持院・常在光寺などの住持を歴任し、南禅寺内に仙館軒（のちに仙館院）を創建している。後土御門天皇に重用され、漢詩などを進講している。